# Olympic-halvøen
Olympic-halvøen (Olympic Peninsula) er en stor halvø i den amerikanske delstat Washington. 
Halvøen ligger nord for byen Olympia, som er hovedstad i staten Washington, og vest for storbyen Seattle, på den anden side af Elliott Bay og Puget Sound. Strædet Salish Sea nord for halvøen, danner grænse mod Canada og Vancouver Island. Kitsap-halvøen, som strækker sig ud i Puget Sound fra Olympia-halvøen, regnes ikke med til Olympia-halvøen.

## Naturen
Bjergkæden Olympic Mountains dækker det meste af halvøen og her ligger også Olympic National Park, som blandt andet inkluderer Daniel J. Evans Wilderness, også kendt som Olympic Wilderness. National parken og bjergene er omgivet af Olympic National Forest som indeholder oprindelig regnskov.
Halvøen er det sted som modtager mest regn i hele det kontinentale USA. De store skove her er således én af de få tempererede regnskove i verden. I regnskyggen på østsiden, er klimaet meget mere tørt og vegetationen anderledes og mere sparsom. Halvøen rummer mange endemiske arter, både store pattedyr, insekter og planter. Den særlige art Olympisk murmeldyr som kun lever her, er staten Washingtons officielle pattedyr siden 2009.
- Skovklædte bjerge
- Stillehavskysten. Brede sandstrande med eroderede klipper.
- Et af de mange flodudløb (Sol Duc Floden)
- Queets River
- Tempererede regnskove i den vestlige del af halvøen
- Enchanted Valley
- Tørrere områder i regnskyggen på den østlige del af halvøen (Mount Stone)
- Obstruction Peak
- Lake Angeles og Klahhane Ridge Trail

## Historie
Olympic-halvøen har været beboet af oprindelige amerikanere (indianere) i tusindvis af år, og otte stammer lever her stadig den dag i dag, herunder Klallam, Skokomish, Quinault, Quileute, Makah og Hoh. Europæere sejlede i farvandet omkring halvøen allerede i 1500-tallet, men de første europæere som gik i land og udforskede lidt, var spanieren Juan José Pérez Hernández' ekspedition i 1774. 
Smitsomme sygdomme fra Europa, som indianerne ikke havde modstandskraft overfor, krævede mange liv blandt de oprindelige amerikanere på Olympic-halvøen i 1800-tallet. Mange landsbyer blev lagt øde. En kopper epidemi i 1853, anslås at have dræbt 40% af de oprindelige folk på halvøen. I 1855 indgik de tilbageværende indianerstammer traktat med USA's regering - traktater som inkluderede vacciner - og har siden da levet i begrænsede reservater. Olympic-halvøen var et af de sidste steder i det kontinentale USA som blev udforsket af de europæiske amerikanere og de første kort over området stammer fra 1898.
Olympic-halvøen er stort set ubeboet, dog med mindre bebyggelser langs kysten. De største byer er Port Angeles på nordkysten med omkring 20.000 indbyggere og Aberdeen i bunden af bugten North Bay på Stillehavskysten i sydvest med 15 - 20.000 indbyggere. Arkæologiske udgravninger afslørede i 2003, at Port Angeles er bygget ovenpå en næsten 3000 år gammel indiansk Klallam bosættelse. Den regnes blandt de vigtigste arkæologiske fund i staten.
U.S. Highway 101 (US 101) løber rundt langs det meste af halvøens kyst. I nordvest, forbinder Hood Canal Bridge til Kitsap-halvøen og State Route (SR) 104. Hood Canal Bridge fra 1961 er en af de længste flydebroer i verden, på 2,4 km, og man har blandt andet valgt den løsning da Hood Canal fjorden udsættes for et tidevande på op til 5,5 meter.